# Aubigné-Racan
Aubigné-Racan é uma comuna francesa na região administrativa do País do Loire, no departamento de Sarthe. Estende-se por uma área de 32.03 km². Em 2010 a comuna tinha 2 142 habitantes (densidade: 66,9 hab./km²).